# Рузвельт (национальный лес)
Ру́звельт (англ. Roosevelt National Forest) — национальный лес в северной части штата Колорадо, США. Площадь леса составляет 813 799 акров (3293,33 км²). На западе граничит с национальным лесом Арапахо и национальным лесом Раутт, на юге — с национальным лесом Уайт-Ривер и национальным лесом Пайк.

## Общая информация
Территория национального леса занимает части округов Лаример, Боулдер, Гилпин и Джефферсон.
Первоначально, с 1897 года, являлся частью Лесного резервата Медисин-Боу. В 1910 году переименован в Национальный лес Колорадо, в 1932 году — по решению Герберта Гувера в Национальный лес Рузвельт в честь президента Теодора Рузвельта, основавшего множество национальных лесов.
С севера и востока национальный лес Рузвельт окружает национальный парк Роки-Маунтин. Северная граница леса — граница штатов Вайоминг и Колорадо.
По национальному лесу протекает единственная официально обозначенная национальная дикая и живописная река — Кэш-ла-Пудр. Это — популярное место для ловли форели, а также для спуска на каяках и рафтах.

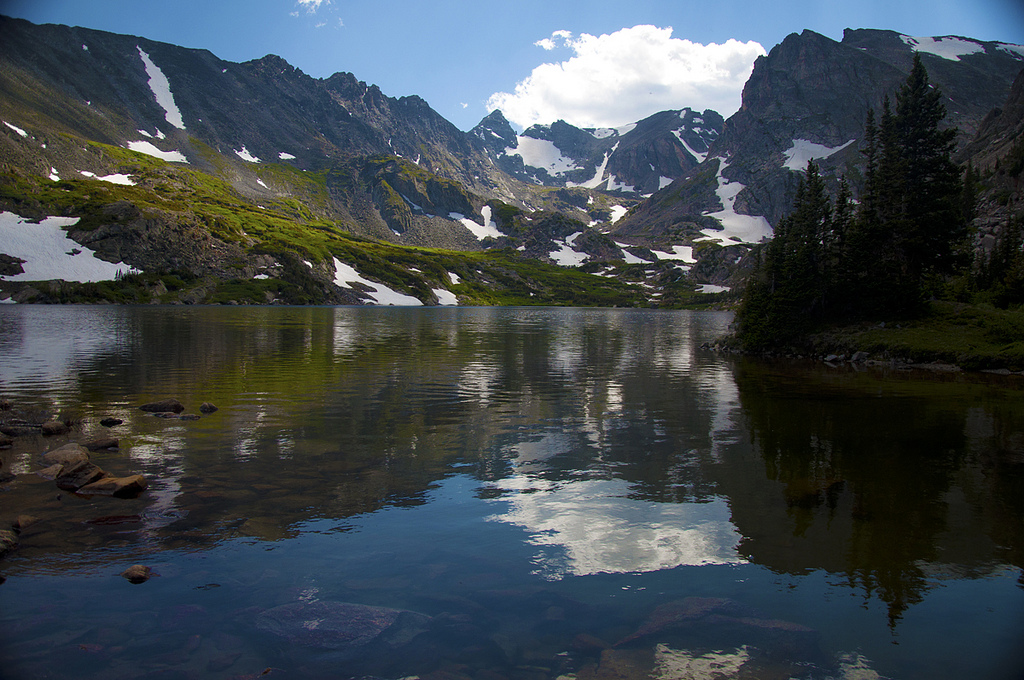
Озеро Изабель

Штаб-квартира администрации национального леса Арапахо, национального леса Рузвельт и национального луга Поуни располагается в городе Форт-Коллинс. Отделение лесничества имеется в Боулдере.

## Территории дикой природы
Несколько частей национального леса имеют статус МСОП Ib — «Территория дикой природы». Это — самые строго охраняемые природные участки в США, доступ к ним открыт только пешим ходом или на лошади.
- Васкес-Пик (Vasquez Peak, с 1993 года, 50 км², частично на территории национального леса Арапахо)
- Джеймс-Пик (James Peak, с 2002 года, 68,86 км², частично на территории национального леса Арапахо)
- Индиан-Пикс (Indian Peaks, с 1978 года, 310,44 км², частично на территории национального леса Арапахо и национального парк Роки-Маунтин)
- Команчи-Пик (Comanche Peak, с 1980 года, 270,29 км²)
- Кэш-ла-Пудр (Cache La Poudre, с 1980 года, 37,47 км²)
- Неота (Neota, с 1980 года, 40,16 км², частично на территории национального леса Раутт)
- Рава (Rawah, с 1964 года, 309,16 км², частично на территории национального леса Раутт)